# Duomyia ameniina
Duomyia ameniina är en tvåvingeart som beskrevs av Mcalpine 1973. Duomyia ameniina ingår i släktet Duomyia och familjen bredmunsflugor. Inga underarter finns listade i Catalogue of Life.